# Mikhaïl Mikhaïlovitch Berezovski
Mikhaïl Mikhaïlovitch Berezovski (fl. 1891) est un biologiste russe ayant surtout travaillé en ornithologie. Membre de la Société géographique de Russie, il a travaillé sur les oiseaux d'Asie et notamment de Chine.